# Euroliga de Ciencias de la Vida
La Euroliga de Ciencias de la Vida (en inglés: Euroleague for Life Sciences, siglas ELLS), establecida en 2001, es una red de universidades que cooperan en los campos de gestión de recursos naturales, ciencias agrícolas y forestales, ciencias de la vida, veterinarias, alimentarias y ambientales. La ELLS ofrece escuelas de verano, oportunidades para estudiar en el extranjero y cooperación a nivel de doctorado. Cada año, una universidad miembro organiza la Conferencia de Estudiantes Científicos de la ELLS.

## Miembros
La Euroliga de Ciencias de la Vida está integrada por las siguientes universidades:
- Universidad de Recursos Naturales y Ciencias de la Vida, Viena, Austria
- Universidad de Hohenheim, Stuttgart, Alemania
- Universidad de Copenhague, Facultad de Ciencias, Dinamarca
- Universidad de Ciencias Agrícolas de Suecia, Suecia
- Universidad de Wageningen, Países Bajos
- Universidad Checa de Ciencias de la Vida de Praga, República Checa
- Universidad de Ciencias de la Vida de Varsovia, Polonia

## Socios
- Universidad Cornell, Facultad de agricultura y ciencias biológicas[3]
- Universidad de Agricultura de China[3]
- Universidad Hebrea de Jerusalén, Facultad Robert H. Smith de Agricultura, Alimentación y Medio Ambiente[3]
- Universidad de Lincoln (Nueva Zelanda)[3]